# Platycleis pamirica
Platycleis pamirica är en insektsart som först beskrevs av Frederick Everard Zeuner 1930.  Platycleis pamirica ingår i släktet Platycleis och familjen vårtbitare. Inga underarter finns listade i Catalogue of Life.